# Aeroportul Internațional Ellinikon
Aeroportul Internațional Ellinikon (IATA: HEW, ICAO: LGAT) este un aeroport din Ellinikon, Elliniko-Argyroupoli Municipality⁠(d), South Athens Regional Unit⁠(d), Attica⁠(d), Administrația descentralizată a Atticii⁠(d), Grecia ce deservește zona Atena. Aeroportul a fost tranzitat în 2000 de 13.347.914 pasageri. A fost deschis în 1938.
Situat la o altitudine de 21 m, aeroportul dispune de 1 pistă.

## Infrastructură

### Piste
Aeroportul dispune de o singură pistă. Pista are orientarea 15L/33R.